# Gare de Säter
La gare de Säter (suédois:  Säters Station) est une gare ferroviaire suédoise, située à Säter, chef-lieu de la commune homonyme, dans le Comté de Dalécarlie.

## Situation ferroviaire
La gare se trouve sur la ligne du Dalabanan.

## Service des voyageurs
En 2015, la gare sert les passagers des trains du service SJ 3000 et du SJ InterCity, mais la salle d'attente est ouverte uniquement en semaine. Autrement, elle offre un banc dans une remise ouverte au 
intempéries .

## Service des marchandises
Green Cargo passe aussi par la gare.